# Kæntring
En båd er kæntret når den er tippet så meget at den ikke længere kan sejle. I Kapsejladsreglerne er kæntring defineret som når masten rører vandet, og da gælder særlige hensyn. Hvis et skib har tilstrækkeligt opdrift til at det ikke synker kan det rettes, og hvis ikke kan ligge stabilt kæntret siges det at være selvoprettende.